# Barusia korculana
Barusia korculana là một loài nhện trong họ Leptonetidae.
Loài này thuộc chi Barusia. Barusia korculana được miêu tả năm 1939 bởi Kratochvíl & Miller.